# استاتیک‌مدیا
شرکت 7Hops.com که به عنوان استاتیک‌مدیا تجارت می‌کند،  یک شرکت اینترنتی آمریکایی است که در سال ۲۰۱۲ در ایندیاناپولیس تأسیس شد. این شرکت زرگ‌نت را اداره می‌کند، یک تجارت توصیه‌کننده محتوا که محتوای پولی را در سراسر شبکه مارک‌های خود تبلیغ می‌کند.  

## زرگ‌نت
در حدود سال ۲۰۱۱ تأسیس شد،  زرگ‌نت با آوت‌برین ، ادبلید ، تابولا و شرکت های مشابه مقایسه شده است،  و این واقعیت که خود سایت در بین برخی از کاربران نهایی محبوب شده است، به بازفید مقایسه شده است.  زرگ‌نت قصد دارد با تمرکز بر روی پیشنهادات با کیفیت بالا و کمتر هرزنامه، خود را از رقبای خود متمایز کند.  
سرمایه‌گزاران این شرکت شامل مارک کوبان و شرکای گریکرافت می‌شود.

## وب سایت‌های متعلق به یا مرتبط
استاتیک مدیا مالک و تبلیغ کننده وب سایت‌های سرگرمی است: 
- لوپر – اخبار و نقدهای مربوط به فیلم، تلویزیون و بازی های ویدیویی
- نیکی سوئیفت - شایعات مشهور
- له شده - بحث غذا
- فهرست - سبک زندگی زنان
- /فیلم – اخبار و نقدهای سینمایی [۱]
- فودی – اخبار مواد غذایی و نکات آشپزی
- جمهوری غذایی - اخبار مواد غذایی، دستور العمل ها، نکات و نظرات
- کاوش - اخبار و نکات سفر
- گلم - زیبایی، مد، سلامتی و سبک زندگی زنان
- گرانج – تاریخ، سرگرمی، علم و ورزش
- اسلش‌گیِر - فناوری شخصی و روندهای سبک زندگی دیجیتال
- هلس‌دایجست – اخبار سلامت
- هاوس‌دایجست - بهبود خانه، دی‌آی‌وای، و نکات
- تیستینگ‌تیبل - غذا و دستور العمل ها
- اس‌وی‌جی – اخبار و بحث بازی های ویدیویی
- هاوس‌دایجست – اخبار خانه و دکوراسیون
- وومن دات کام – سبک زندگی زنان
- رستلینگ‌اینک - کشتی حرفه‌ای و ورزش‌های رزمی
- مانی‌دایجست - امور مالی